# Паскаль (певец)
Паска́ль (настоящее имя Павел Петрович Титов; 17 августа 1964, Брынь, Калужская область) — советский и российский эстрадный певец, музыкант и композитор, автор хита «Шёлковое сердце». Заслуженный артист Республики Крым (2024).
Совместно с поэтом Константином Арсеневым написал ряд песен для Григория Лепса. Участвовал в создании альбома «Чистые пруды», посвящённого 50-летию со дня рождения Игоря Талькова.

## Биография
Родился 17 августа 1964 года в с. Брынь (с 1967 г. Думиничский район Калужской области) в семье Петра и Марии Титовых.

### Образование
Первое — архитектурное (среднее специальное — Калужский коммунально-строительный техникум).
Для получения музыкального образования поступил в Музыкальное училище имени Мусоргского, но после первого курса поступил на второй курс Гнесинки, на вокальное отделение.

### Творческий путь
Начиная с пятого класса, Титов играл в любительских подростковых ансамблях: сначала в качестве барабанщика, потом — в качестве гитариста.
Песни начал писать во время службы в армии. Впоследствии цикл песен, написанных под влиянием стихов поэта Бледнова, был реализован в виде 50-минутной программы на архангельском ТВ.
В середине 80-х Павел приехал в Ленинград, где стал вокалистом и автором текстов рок-группы «Мы».
В 1987 г. на студии ЛДМ группа «Мы» записала альбом, в который, в числе других композиций, вошла песня «Летний сад». Группа отказалась исполнять её на концертах, и Павел решил петь её сам, вскоре завоевав большую популярность. Впоследствии песня вошла в альбом «Коты и кошки».
С 1998 г. стал выступать под псевдонимом Паскаль. По словам самого певца, этот псевдоним образовался от школьной клички, данной Титову за нелюбовь к точным наукам. В 2000 году песня «Шёлковое сердце» на стихи Константина Арсенева стала хитом на многих радиостанциях.
С мая 2002 по июль 2012 гг. в качестве продюсеров Паскаля выступает компания «Центум». Клип на песню «100 % Любви» запущен в ротацию на семи отечественных телеканалах: ОРТ, РТР, ТВ Центр, ТНТ, MTV, МузТВ и М1.
В 2003 году Паскаль выпускает альбом «100 % Любви», в 2004 году в радиоротацию попадает песня «Шёлковая боль», впоследствии вошедшая в альбом «Золотые сны», но затем раскрутка певца фактически прекращается, лишь после окончания контракта с «Центумом» в ноябре 2013 года Паскаль выпускает клип на дуэт с Константином Легостаевым «Мечтаем».

## Общественная позиция
Неоднократно выступал в горячих точках со своей женой Марией Титовой.

## Фестивали и конкурсы
Участвовал в фестивалях «Песня года» в 2000 и в 2002 годах.

### Конкурсные и общественные награды
12 мая 2004 — Лауреат акции «Лучшие из лучших» в номинации «Лучший певец года».

## Дискография
- 2000 — «Шёлковое сердце» (переиздан в 2001 году под названием «Паскаль» и с добавлением 2-х новых песен)
- 2003 — «100 % Любви»
- 2007 — «Золотые сны»
- 2008 — «Коты и кошки»
- 2019 — «В Дорогу»

## Наиболее известные песни
- «Шёлковое сердце»
- «Красная лента»
- «100 % Любви»
- «Девочка-лето»
- «Боже, как долго»
- «Шёлковая боль»

## Видеоклипы
- 2000 — Паскаль - Шёлковое сердце Архивная копия от 9 декабря 2021 на Wayback Machine
- 2000 — Паскаль - Боже, как долго Архивная копия от 7 декабря 2021 на Wayback Machine
- 2000 — Паскаль - Хлеб, дом, автомобиль Архивная копия от 7 декабря 2021 на Wayback Machine
- 2000 — Паскаль - Опустевший сад Архивная копия от 7 декабря 2021 на Wayback Machine
- 2001 — Паскаль - Лето, лето Архивная копия от 7 декабря 2021 на Wayback Machine
- 2002 — 100% любви Архивная копия от 7 декабря 2021 на Wayback Machine
- 2013 — Константин Легостаев, Паскаль - Мечтаем Архивная копия от 7 декабря 2021 на Wayback Machine
- 2014 — Игорь Тальков-младший и Паскаль «Океан печали» Архивная копия от 30 декабря 2019 на Wayback Machine
- 2020 — Победитель - Паскаль, Сергей Войтенко, Леонид Телешев (2021)